# Georges Baudot
Georges Baudot est un ethnohistorien américaniste et mésoaméricaniste français né à Madrid le 29 mai 1935 et mort le 28 avril 2002 à Toulouse,,. Il est célèbre pour ses publications sur le Mexique préhispanique et colonial (en particulier sa collaboration avec l'éminent spécialiste de la littérature nahuatl Miguel León-Portilla sur la Poésie  nahuatl d'amour et d'amitié et ses recherches sur les chroniques religieuses qu'il a été un des premiers à étudier en France), ses traductions en français et en espagnol de textes de référence nahuatl (notamment les Récits aztèques de la conquête avec Tzvetan Todorov), et pour avoir dirigé la revue scientifique Caravelle pendant vingt ans, de 1975 à 1995,.
De 1964 à 1965, il a résidé à la Casa de Velázquez à Madrid en tant que chercheur membre de l'École des hautes études hispaniques. 

## Publications
- Poésie  nahuatl d'amour et d'amitié, co-écrit avec Miguel León-Portilla
- Récits aztèques de la conquête, co-écrit avec Tzvetan Todorov
- Les lettres précolombiennes, Privat, 1975
- La vie quotidienne dans l'Amérique espagnole de Philippe II, Hachette, 1981
- Pouvoirs et déviances en Méso-Amérique : XVIe – XVIIIe siècles, Presses universitaires du Midi, 1998

## Distinctions
- Chevalier de l'Ordre des Palmes académiques, en 1986[8].
- Prix "Tepuztlahcuilolli" de l'Academia de la Historia Regional de Tezcoco, en 1990[8].
- Chaire Jaime Torres Bodet, en 1995, offerte par le Colegio de México et son Centro de Estudios Lingüísticos y Literarios[8].
- Membre correspondant de la Société mexicaine de géographie et de statistique, en 1991[8].
- Membre correspondant de l'Académie mexicaine d'histoire, de l'Académie royale de Madrid, en 1993[8].
- Membre correspondant de l'Académie mexicaine, en juillet 1996[8].
- Ordre de l'Aigle aztèque (la plus haute distinction décernée par le gouvernement mexicain à un citoyen étranger), en 1997[8].